# Pronectria leptaleae
Pronectria leptaleae är en lavart som först beskrevs av J. Steiner, och fick sitt nu gällande namn av Lowen 1990. Pronectria leptaleae ingår i släktet Pronectria och familjen Bionectriaceae.  Arten är reproducerande i Sverige. Inga underarter finns listade i Catalogue of Life.